# Камчиев, Рустам Ашуралиевич

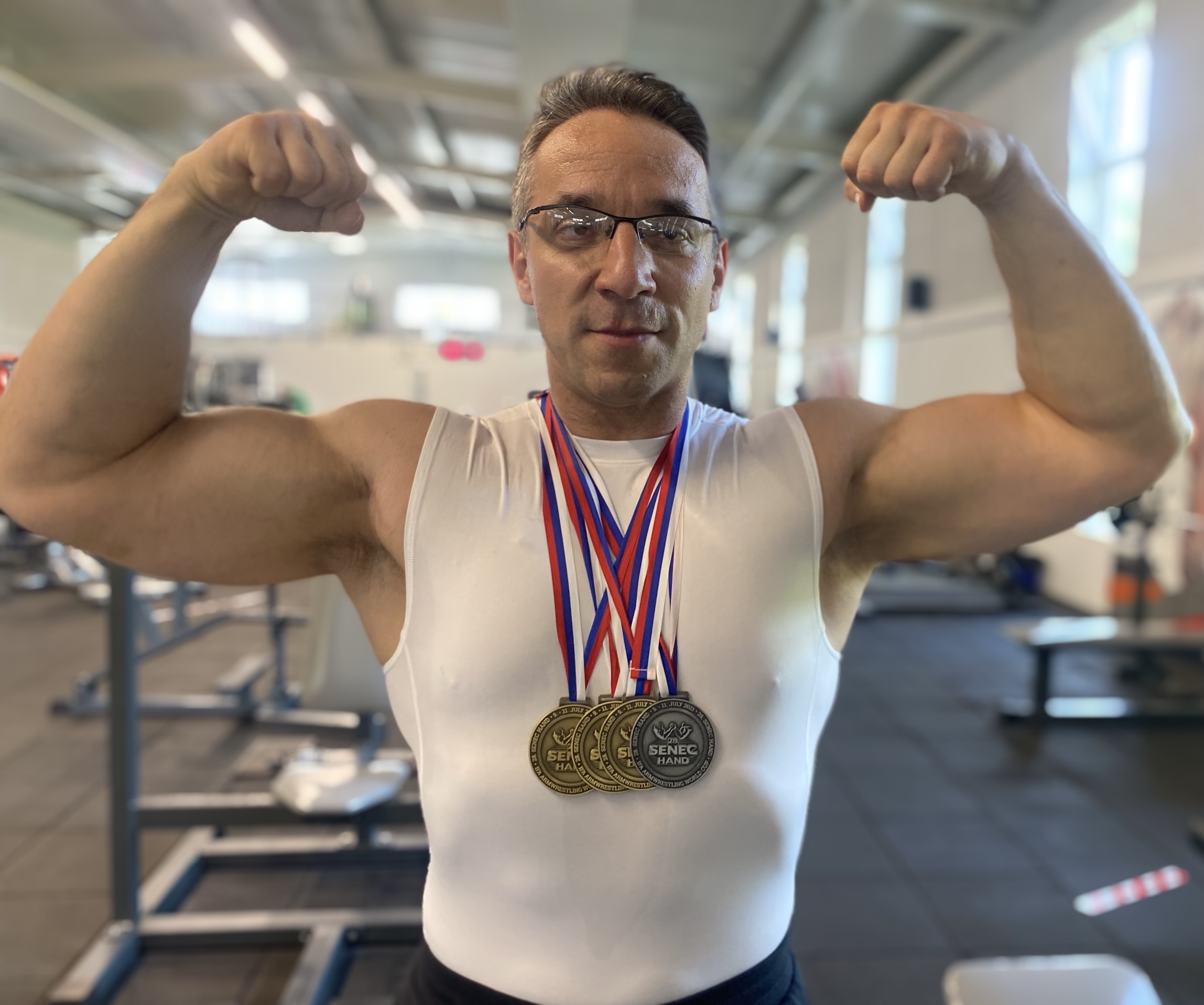
Победитель на левой и правой руке в категории до 95 кг в дивизионе «Мастерс» на Кубке Мира IFA «Senec Hand» Рустам Камчиев

Камчиев Руста́м Ашуралиевич (23 сентября 1977, Новосибирск, СССР) — российский спортсмен-армрестлер, выступающий в супертяжёлой и тяжелой весовых категориях, общественный деятель, эколог. Вице-чемпион Мира в весовой категории до 100 кг по версии IFA (2019), многократный победитель Кубка Мира в категории до 105 кг по версии IFA, чемпион Европы в весовой категории до 110 килограмм весе по версии WAF (2005), призер чемпионата России по армрестлингу (2005), многократный чемпион Сибирского Федерального округа и Новосибирской области (1998—2007). Мастер спорта России международного класса по армреслингу (с 2005), тренер высшей категории (с 2004), воспитавший двух мастеров спорта международного класса, более 20 мастеров спорта России. Спортивный судья международной категории: судил чемпионат Европы (Москва, Россия) и чемпионат Мира (Лас-Вегас, США). Президент Федерации армреслинга Новосибирской области (2001—2014). Вице-президент Всероссийской федерации армрестлинга (с 2021 года). Вице-президент общественной организации «Бойцовский клуб имени В. В. Путина». Федеральный координатор межрегиональной общественной экологической организации «Тут грязи нет», с 2017 года — член Президиума Совета Московской областной организации Общероссийской общественной организации «Всероссийское общество охраны природы».

## Биография
Родился 23 сентября 1977 в Новосибирске, есть младшая сестра Зульфия. Родители: отец — Камчиев Ашурали — сотрудник МВД, мать — Ольга Сергеевна — инженер-программист и бухгалтер. Учился в 43-й школе города Новосибирска, которую окончил в 1994 году с золотой медалью. В школьные годы занимался дзюдо (с 1 по 4 класс), шахматами (с 4 по 10 класс) — имел первый взрослый разряд, был чемпионом Новосибирска в командном зачете в составе СК «Светлячок» среди юношей в категории до 14 лет, занимался биатлоном (с 5 по 8 класс). После школы поступил в Новосибирский государственный медицинский институт (сейчас — Новосибирский государственный медицинский университет), который окончил в 2000 году по специальности «лечебное дело». После получил специализацию «спортивный врач». Профессиональную деятельность начал в фитнес-клубе персональным тренером. В 2003—2009 был директором тренажерного зала «Динамо» (Новосибирск). На базе этого тренажерного зала открыл первую в городе специализированную секцию по армрестлингу, где занимался сам и тренировал ребят. В 2003 год с отличием закончил экономический факультет НГУ по специальности «Менеджмент», получил сертификат первого года MBA. С 2009 по 2015 годы — генеральный директор ТД «Плутон». 2015—2016 годы — работал заведующим отделом экологического надзора северного территориального направления Управления государственного экологического надзора Министерства экологии и природопользования Московской области.
Владеет тремя иностранными языками: английский, французский, немецкий.

## Спортивная карьера
В 1996 году в Новосибирске начали проводиться первые открытые соревнования по армрестлингу, в которых на любительском уровне стал участвовать Рустам Камчиев, а затем решил профессионально заниматься армспортом. Собрал группу единомышленников, с которыми начали заниматься по специализированным пособиям, изготовили специальные тренажеры. Новый толчок развитию спортивной карьеры Рустама дал переезд в Новосибирск чемпиона Казахстана Тимура Усманова, где последний выступил для него наставником и тренером. В результате в 1998 году стал вторым на Чемпионате по армрестлингу Сибири и Дальнего Востока в супертяжелой весовой категории и далее — многократно до 2005 года становился чемпионом по армреслингу Новосибирской области и Сибирского Федерального округа. В 2003 году на чемпионате России вошел в пятерку призеров, выполнив тем самым норматив мастера спорта России. В 2005 году на Чемпионате России занял второе место в борьбе правой рукой и вошел в состав сборной России на чемпионат Европы и Мира. На первом же международном соревновании — Чемпионат Европы, проводившемся в Софии (Болгария), в финале Рустам победил титулованного грузинского спортсмена Эрекли Гурчиани со счетом 2:1. Но в этом же году на Чемпионате Мира по армреслингу в Токио (Япония) Камчиеву не хватило 1 победы до пьедестала победы. По результатам выступлений ему было присвоено звание мастера спорта России международного класса. В 2009 году на Чемпионате Мира в Розолина ди Маре (Италия) занял 4 место (после дисквалификации серебряного призера Александра Фреша) в борьбе правой рукой, проиграв только победителю Чемпионата Георгию Квиквиния, победив при этом по ходу турнира нескольких чемпионов мира, в том числе бразильского четырехкратного чемпиона мира Вагнера Бортолато и многократного чемпиона мира американца Майкла Тода.
В 2010 году Камчиев прошел обучение на судейском семинаре WAF и получил аккредитацию в качестве судьи на чемпионате Европы (Москва, Россия) и чемпионате Мира (Лас-Вегас, США).
Свою тренерскую карьеру Камчиев начал в 2003 году, и уже в 2004 году выполнил квалификацию тренера высшей категории. Среди его воспитанников мастера спорта международного класса, призеры чемпионатов мира Тарас Руденко и Андрей Кайзер.
С 2001 по 2014 годы в ранге Президента Федерации армреслинга Новосибирской области занимался популяризацией армспорта среди молодежи, занимался поддержкой молодого поколению спортсменов, организовывал и судил соревнования различного уровня.
В 2013 году принимал участие в организации и был главным судьей чемпионата Ингушетии по армрестлингу. Глава республики Юнус-Бек Евкуров лично присутствовал на мероприятии и высоко оценил уровень организации мероприятия и мастерство участников.
В декабре 2019 года на Чемпионате Мира IFA, проходившем в г. Румия (Польша) занял 3 место в борьбе левой рукой и 2 место в борьбе правой рукой в категории до 100 кг. в дивизионе «Мастерс».
В июле 2020 года на Кубке Мира IFA «Senec Hand», проходившем в г. Сенец (Словакия), стал трехкратным победителем в категории свыше 100 кг на правой и левой руке в дивизионе «Мастерс» и в категории до 105 кг на правой руке в дивизионе «Сеньоры».
В июле 2021 года на Кубке Мира IFA «Senec Hand», проходившем в г. Сенец (Словакия), стал победителем на левой и правой руке в категории до 95 кг в дивизионе «Мастерс». В дивизионе «Сеньоры» показал уникальный результат, борясь параллельно сразу в двух категориях на правой руке. В результате занял второе место в категории до 95 кг и стал чемпионом в категории до 105 кг.
По состоянию на 17 октября 2021 года Камчиев Рустам возглавляет Единый рейтинг профессионального армрестлинга URPA в категории до 105 кг, правая рука.
С 2021 года — Вице-Президент Всероссийской федерации армрестлинга. Под эгидой федерации проводятся крупнейшие всероссийские и международные турниры по армрестлингу.

## Общественно-политическая деятельность
Член ВПП «ЕДИНАЯ РОССИЯ» с 2010 года, в 2011 г. — куратор по Новосибирской области партийного проекта «Качество жизни (Здоровье)», в 2012—2013 годах — член политсовета районного отделения Центрального района г. Новосибирск.
В 2011 году на форуме «Селигер», являясь вице-президентом общественной организации «Бойцовский клуб имени В. В. Путина», проводил мастер-классы и обучение участников. В рамках закрытия форума под руководством Камчиева прошел итоговый турнир по армрестлингу, старт которому дал лично В. В. Путин.
В 2011 году вместе со своим первым наставником и другом Тимуром Усмановым, основавшим межрегиональную общественную экологическую организацию «Тут грязи нет», занялся природоохранной деятельностью. В качестве федерального координатора курировал реализацию проектов на территории РФ. Среди самых значимых проектов — интерактивный сервис мониторинга экологического статуса территории «Экокарта», экофестивали, внедрение системы раздельного сбора твердых бытовых отходов среди населения, развитие института общественных экологических инспекторов. Многие годы Камчиев являлся региональным куратором Всероссийской экологической акции «Зеленая Россия».
31 июля 2012 года на форуме «Селигер» на встрече с Президентом РФ Владимиром Путиным выступил от лица экологической общественности с инициативой проведения года экологии в России. Через 10 дней вышел Указ Президента об объявлении 2013 года — Годом охраны окружающей среды.
В 2017 году вступил в Общероссийскую общественную организацию «Всероссийское общество охраны природы» и был избран членом Президиума Совета Московского областного отделения.